# Wortel (groente)

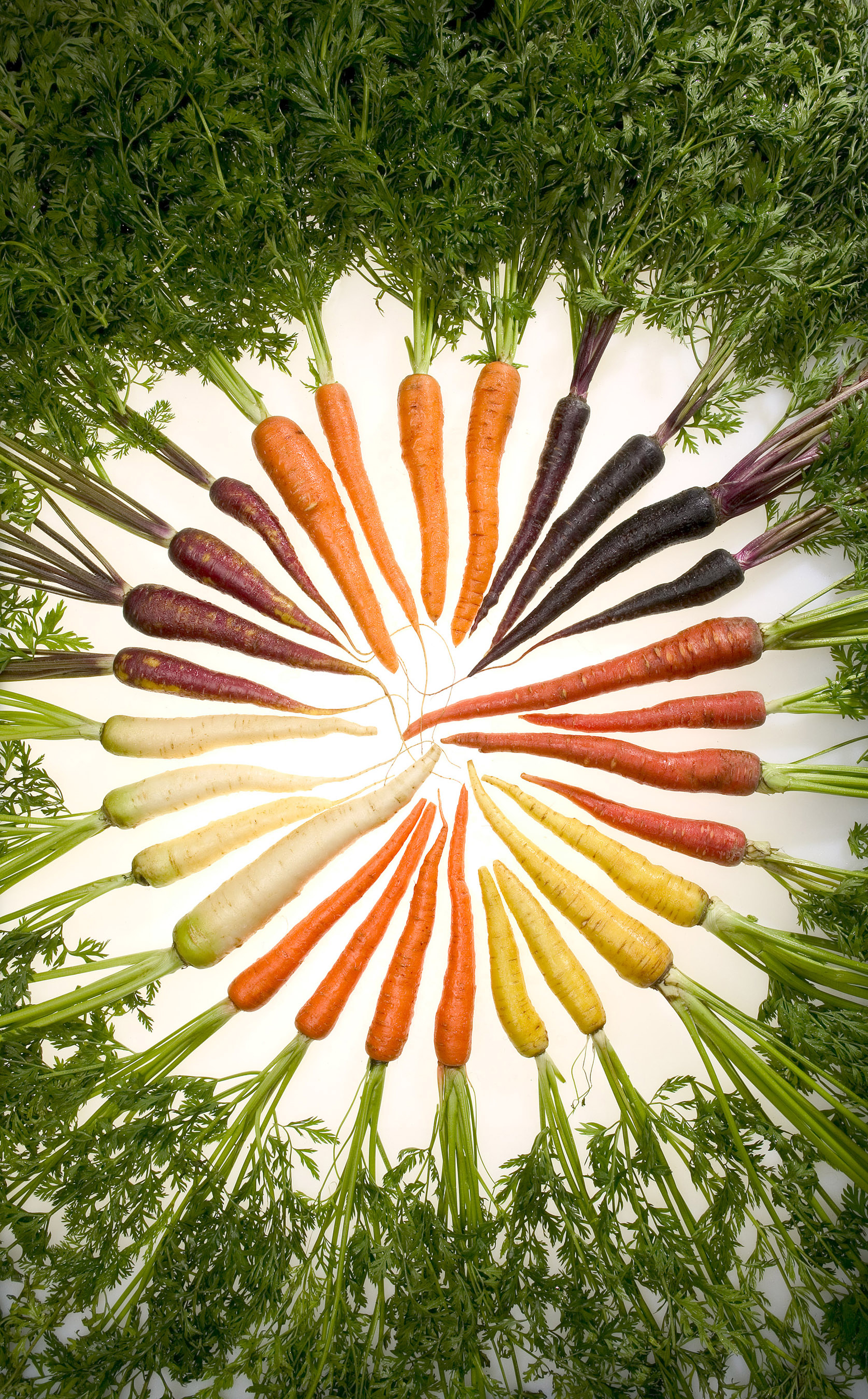
Wortelen

Wortel of peen is een gekweekte groente, die botanisch van dezelfde soort is als wilde peen (Daucus carota). De wilde peen kan zeer gemakkelijk worden gekruist met de eetbare wortel, waardoor er zo nu en dan een witte wortel tussen de gekweekte wortelen kan voorkomen. Wortels zijn rijk aan bètacaroteen, dat in het lichaam wordt omgezet in vitamine A.

## De teelt van wortelen in Nederland
De huidige oranje wortel is het resultaat van kruisingen. De eerste witte wortels kwamen uit Afghanistan en werden door de V.O.C. in de 17e eeuw naar Nederland overgebracht. De oranje wortel werd een aantal jaren later ook over de rest van Europa verspreid. Over de kleur van de wortel zijn meerdere hypotheses.
Zo liep de Nederlandse agrarische sector in de 16e eeuw enorm voor op die van de rest van de wereld. Hierdoor slaagden Nederlandse boeren erin om oranje wortels te kweken. Vanwege de nationale kleur van Nederland, werden de oranje wortels opgedragen aan de Nederlandse koninklijke familie, Van Oranje-Nassau. Lange tijd dacht men dat de oranje wortels waren gekweekt als eerbetoon aan Willem van Oranje-Nassau. Maar uit onderzoek is gebleken dat de oranje wortels al voor deze tijd bestonden. Dit is dan ook de reden dat oranje wortels in het buitenland nog steeds als "Dutch carrots" bekend staan.
In Friesland stond de groente bekend als dykwoartel. Christianus Schotanus schrijft al in 1664 dat men in Barradeel "aen de zee-dijck goede peen / diemen dijckwortelen noemt" verbouwt. Dit ter onderscheiding van de bierwoartel (pastinaak), die oorspronkelijk vooral langs weg- en slootbermen werd geteeld en verzameld. Dykwoartels is ook een scheldnaam voor de bewoners van Langweer.
De wortel is een heel dankbare groente om in de tuin of in bakken op het balkon verbouwd te worden. De wortel kan al in januari worden gezaaid. Bij vroeg zaaien kan in hetzelfde jaar nog bloei optreden. Ze beginnen dan al vrij vroeg in het seizoen te groeien en al relatief snel kan men er elke dag een paar uittrekken om rauw te eten. Hoe meer men het veldje uitdunt, hoe beter de andere peentjes zullen groeien.
Beroepsmatig wordt ongeveer 7000 hectare peen geteeld. Om het zaad, dat eigenlijk een vrucht is, goed te kunnen uitzaaien, moet het worden gewreven, omdat er aan het zaad kleine haakjes zitten. Door het machinaal wrijven breken de haakjes af en wordt glad zaad verkregen. Het zaad van wilde peen blijft in de vacht van langs lopende dieren hangen en kan zo over grote afstanden worden verspreid.
Bij de teeltwijze kan onderscheid worden gemaakt in bedekte vroege, onbedekte vroege, zomer- en herfstteelt en onderdekkersteelt. De onderdekkersteelt wordt ter bescherming tegen de vorst gedurende de wintermaanden afgedekt met plastic folie en stro. Deze peen wordt na de winter tot in mei geoogst.

## Ziekten en plagen
Aantasting door wortelvlieg (Chamaepsila rosae) is een van de grootste plagen. Op kleine schaal kan worden gebruikgemaakt van fijnmazige netten om het vliegje bij de planten weg te houden. In de biologische teelt wordt ook een grote afstand tot het volgende aan te leggen veld aangehouden. Bij onvoldoende vruchtwisseling kunnen ook aaltjes een probleem zijn. Er zijn meerdere aaltjes die schade kunnen veroorzaken in peen. Om schade te voorkomen of te beheersen is het belangrijk om te weten welke aaltjes voorkomen in de grond. Nematodenonderzoek kan uitkomst bieden. Er bestaan verschillende maatregelen om aaltjes te bestrijden of te onderdrukken. Wortellesieaaltjes (Pratylenchus) kunnen bijvoorbeeld, effectief worden bestreden door het telen van Afrikaantje (Tagetes patula). Andere soorten aaltjes vragen andere maatregelen.
Belangrijke schimmelziekten zijn loofverbruining (Alternaria dauci), zwarte-plekkenziekte (Alternaria radicina), violet wortelrot (Helicobasidium brebissonii) en een meeldauw (Erysiphe heraclei).
Op zandgrond kunnen van de aaltjes het maïswortelknobbelaaltje Meloidogyne chitwoodi en het bedrieglijk maiswortelknobbelaaltje Meloidogyne fallax optreden.

## Gegevens

### Typen en rassen

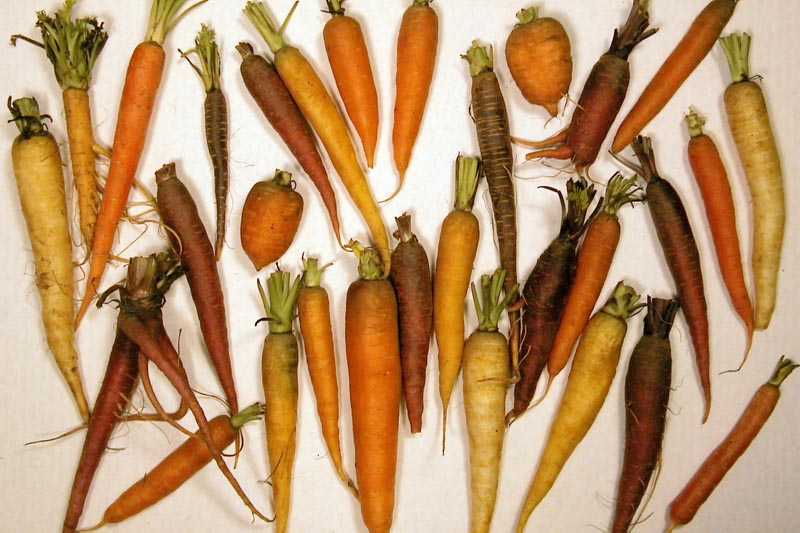
Verschillende typen

Er zijn verschillende typen te onderscheiden:
- Bospeen en waspeen
- Nantes
- Winterpeen: onder andere Flakkeese en Berlikummer
- Parijse broei (ronde peen)

Daarnaast zijn er wereldwijd typen die in Nederland niet of weinig voorkomen.
Door kruising zijn, behalve bij ronde peen, de grenzen tussen de verschillende rassen vervaagd. Het is daardoor vaak moeilijk te zeggen tot welk type ze behoren. De peen wordt nu vooral ingedeeld naar grofheid:
- Fijne peen met een gewicht tussen 12 en 150 gram
- Middelgrove en grove peen
  - B-peen met en gewicht van 50 tot 200 gram
  - C-peen met een gewicht van 200 tot 400 gram
  - D-peen met een gewicht van meer dan 400 gram

Sommige grove typen worden als voederwortelen voor het vee geteeld.

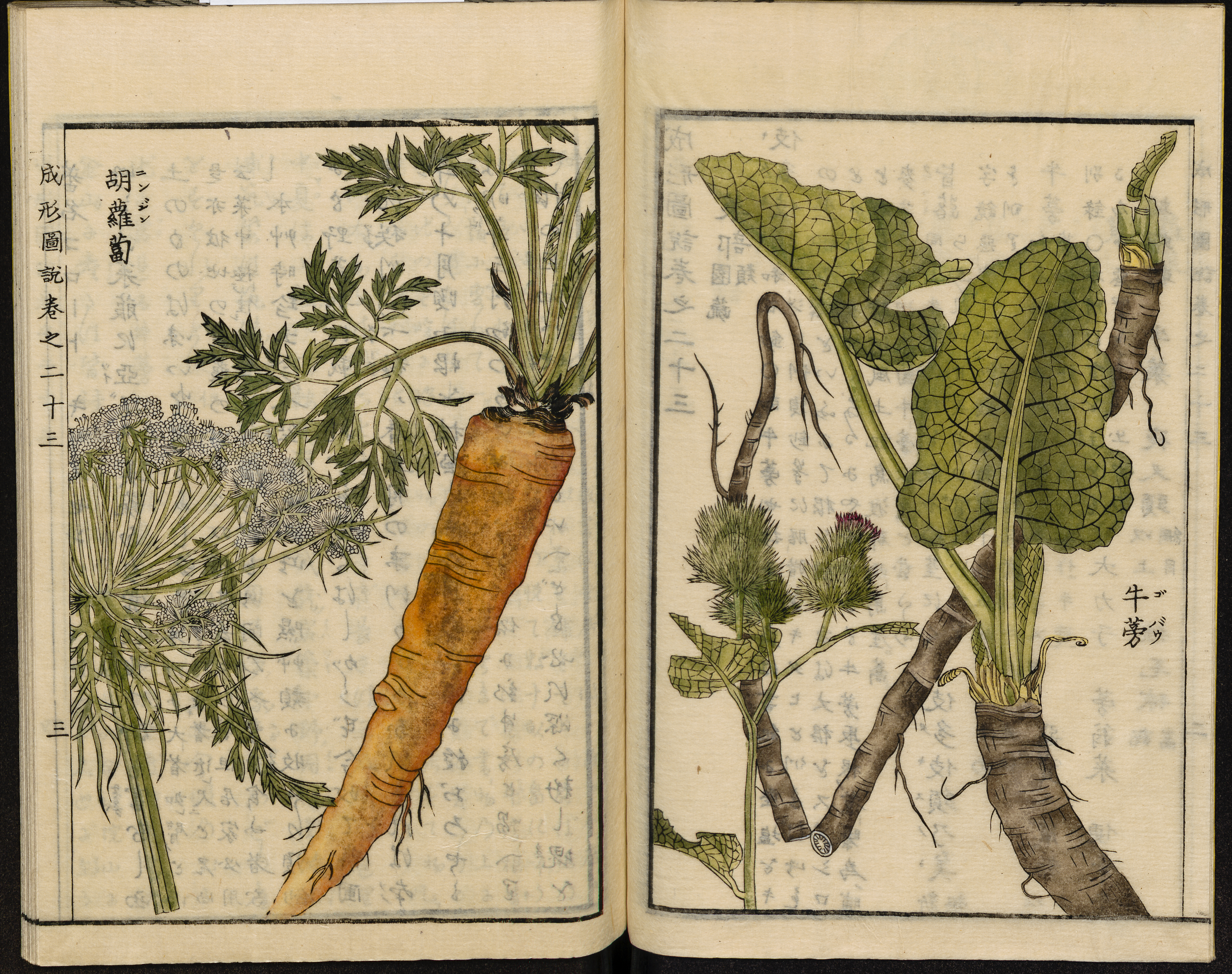
Daucus carota (links) uit de Japanse Seikei Zusetsu landbouw-encyclopedie

### Producteigenschappen
Enkele belangrijke eigenschappen zijn
- cilindrische wortel bij bos- en waspeen
- mooie uitwendige kleur
- geen groene koppen
- niet inwendig groen
- gladde wortel
- stevig loof bij bospeen en winterpeen
- geen geel loof bij bospeen

### Inhoudsstoffen
Enige voedingswaarden van 100 gram verse peen zijn:
| Energetische waarde | 173 kJ (41 kcal) |
| Koolhydraten        | 9,6 gram         |
| Eiwit               | 1 gram           |
| Vet                 | 0,2 gram         |
| Vitamine C          | 5,9 mg           |
| Bètacaroteen        | 8 mg             |
| Vitamine B1         | 0,07 mg          |
| Vitamine B2         | 0,06 mg          |
| Calcium             | 33 mg            |
| IJzer               | 0,3 mg           |

## Foto's

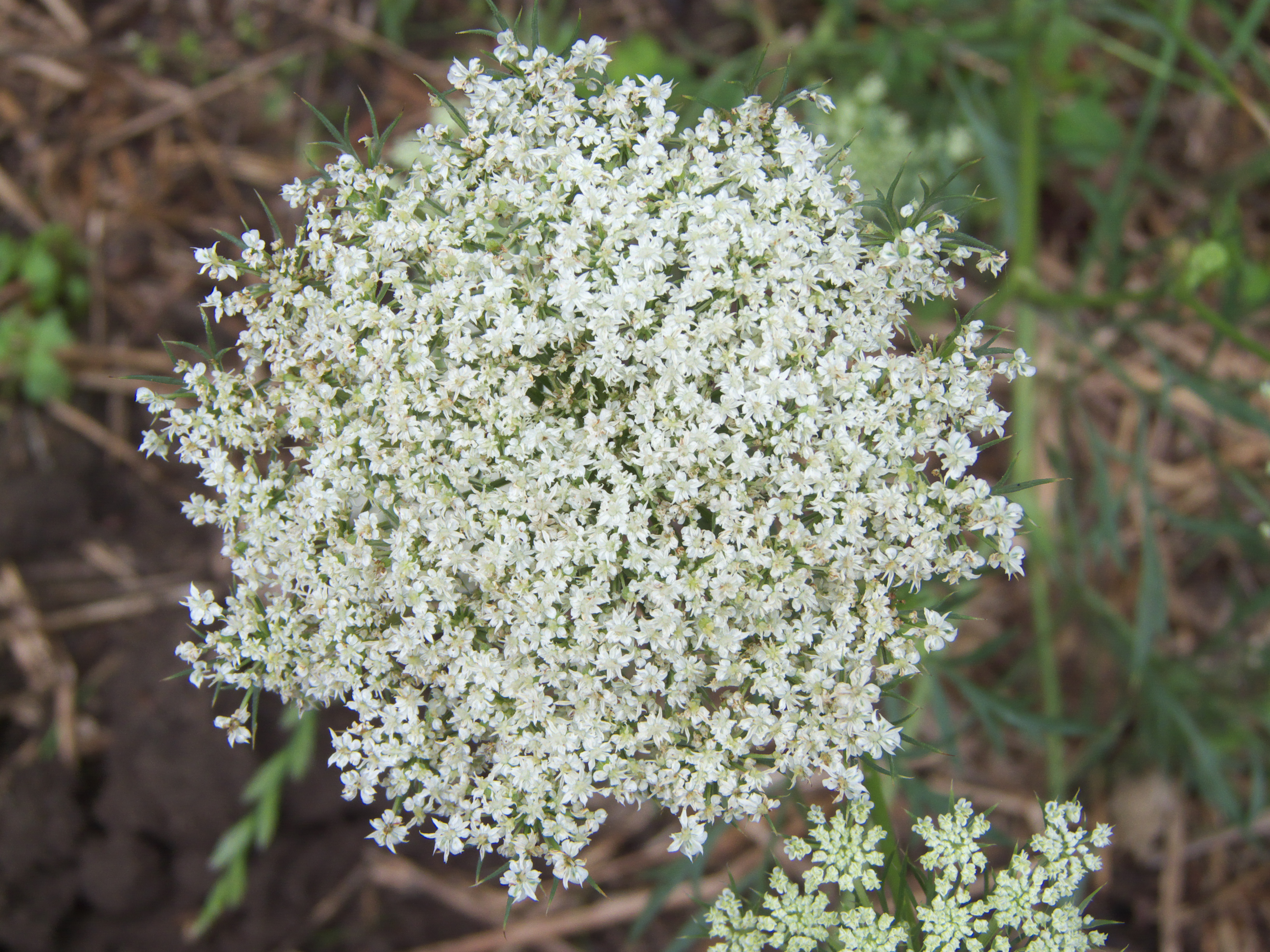
Bloemscherm
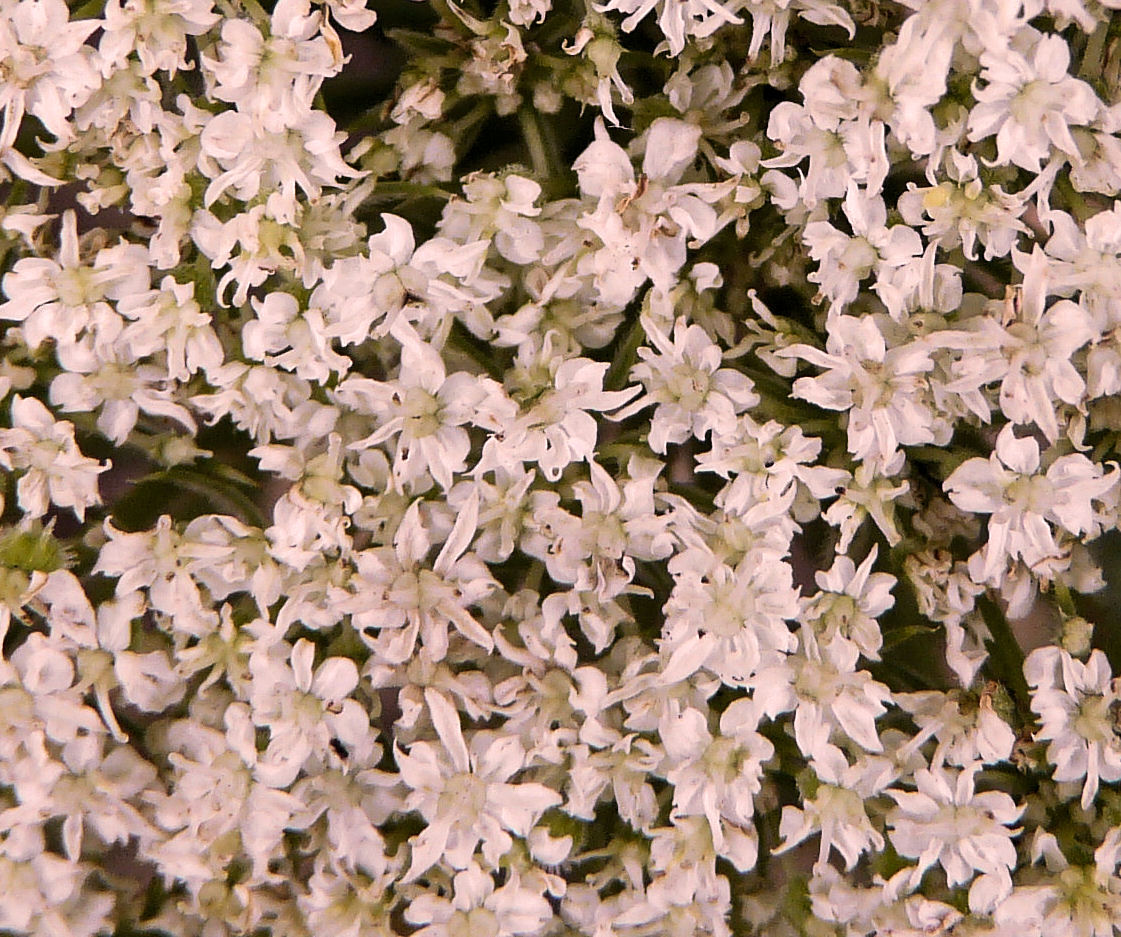
Bloemen
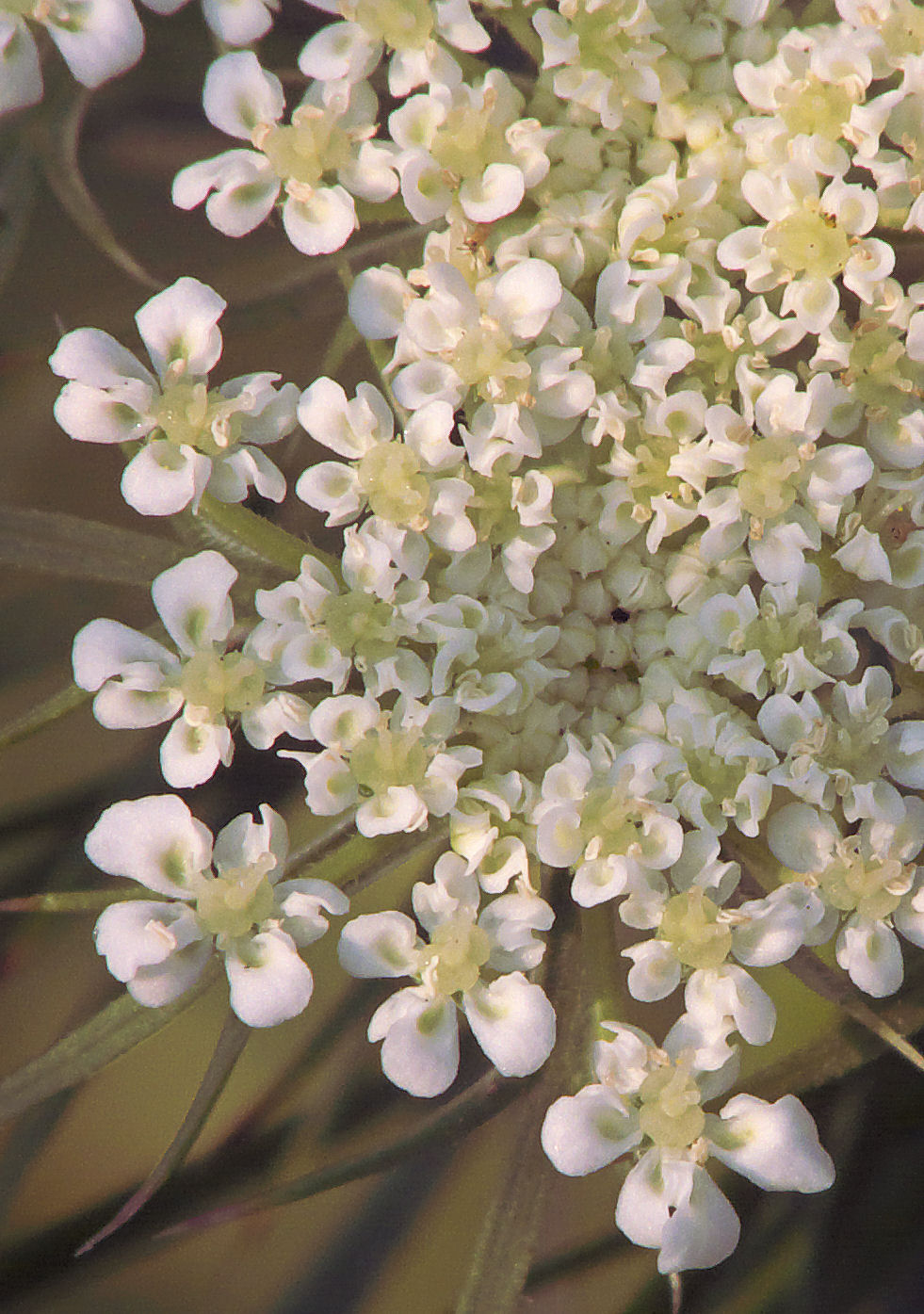
Bloemen
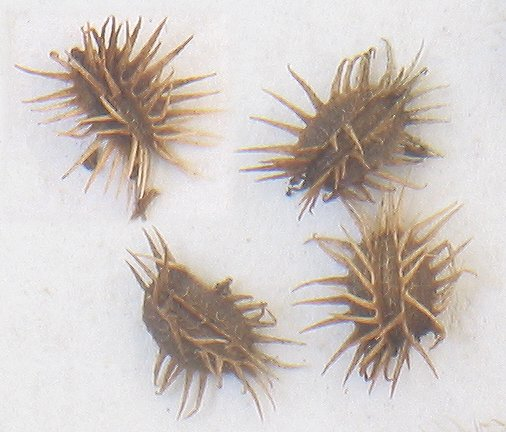
ongewreven wortelzaad
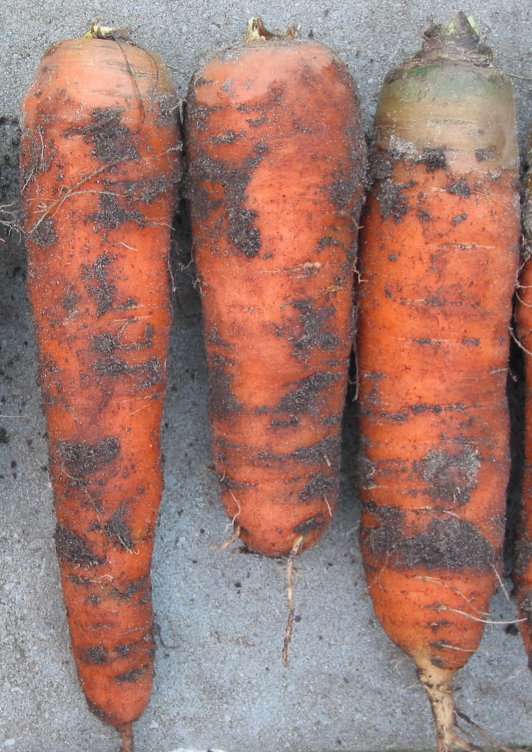
Winterpeen Flakkeese
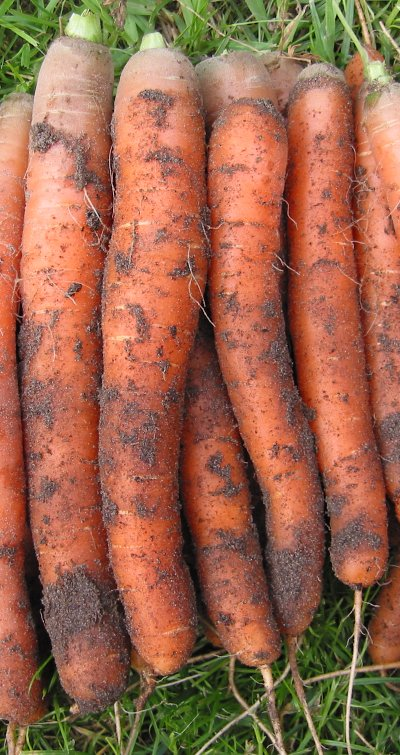
Bospeen/waspeen Amsterdamse Bak met gladde wortels
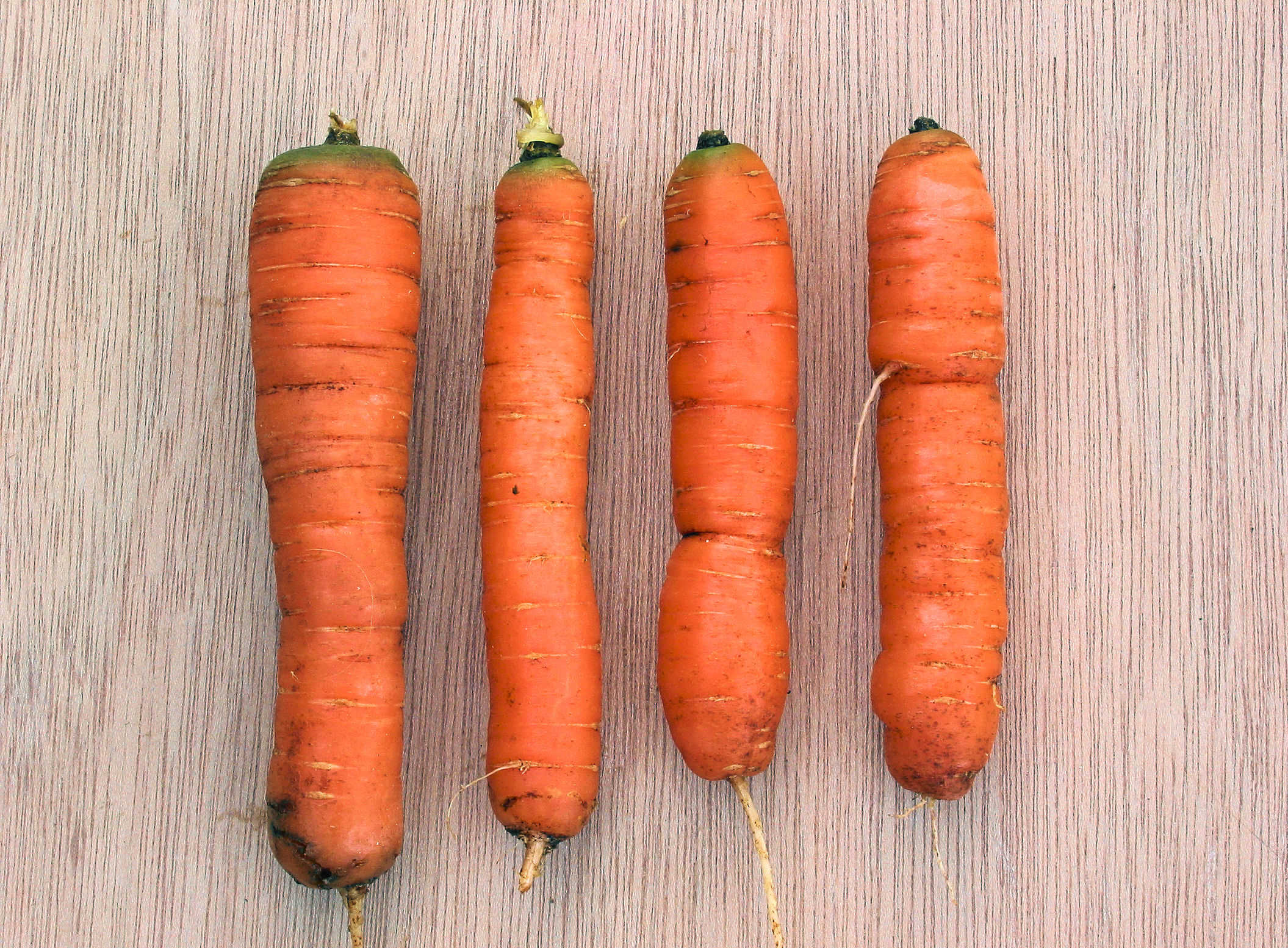
Waspeen Amsterdamse Bak met ruwe wortels
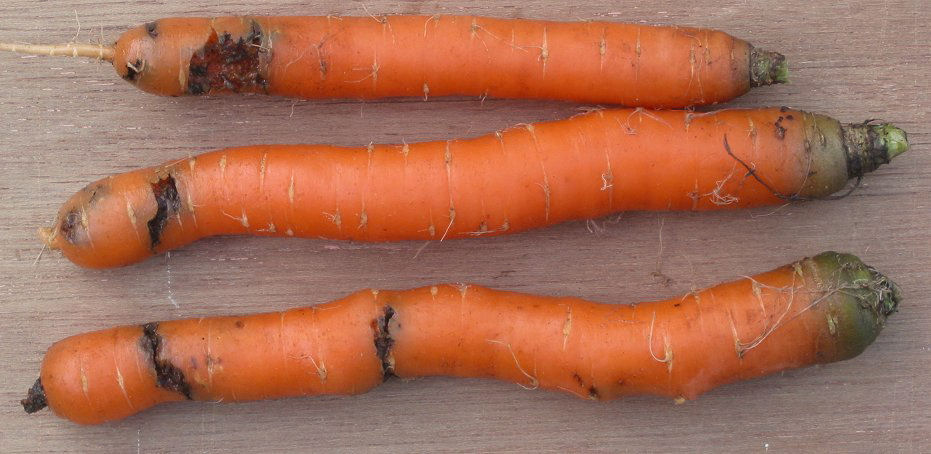
late aantasting door wortelvlieg bij Amsterdamse Bak
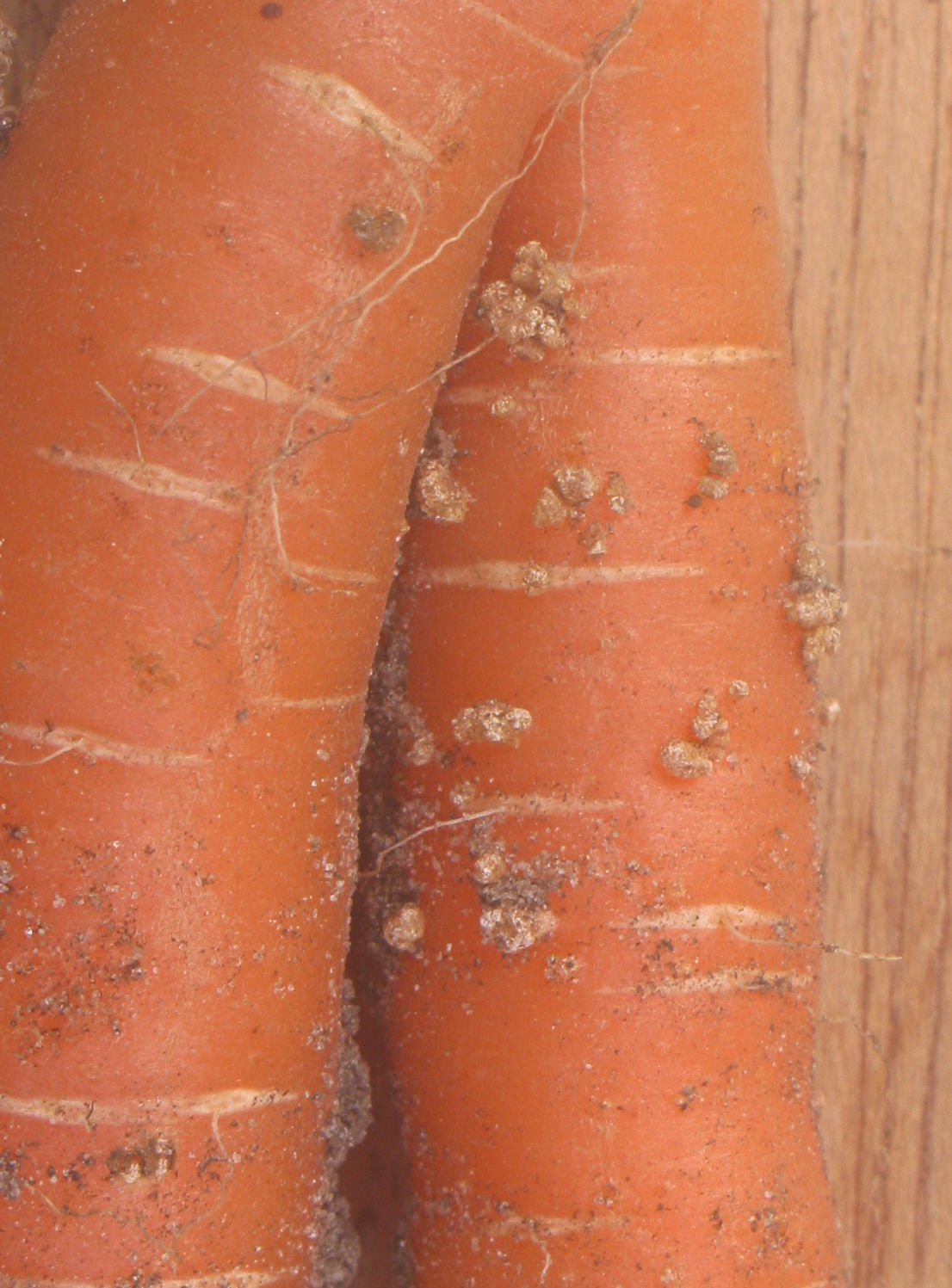
maiswortelknobbelaaltje
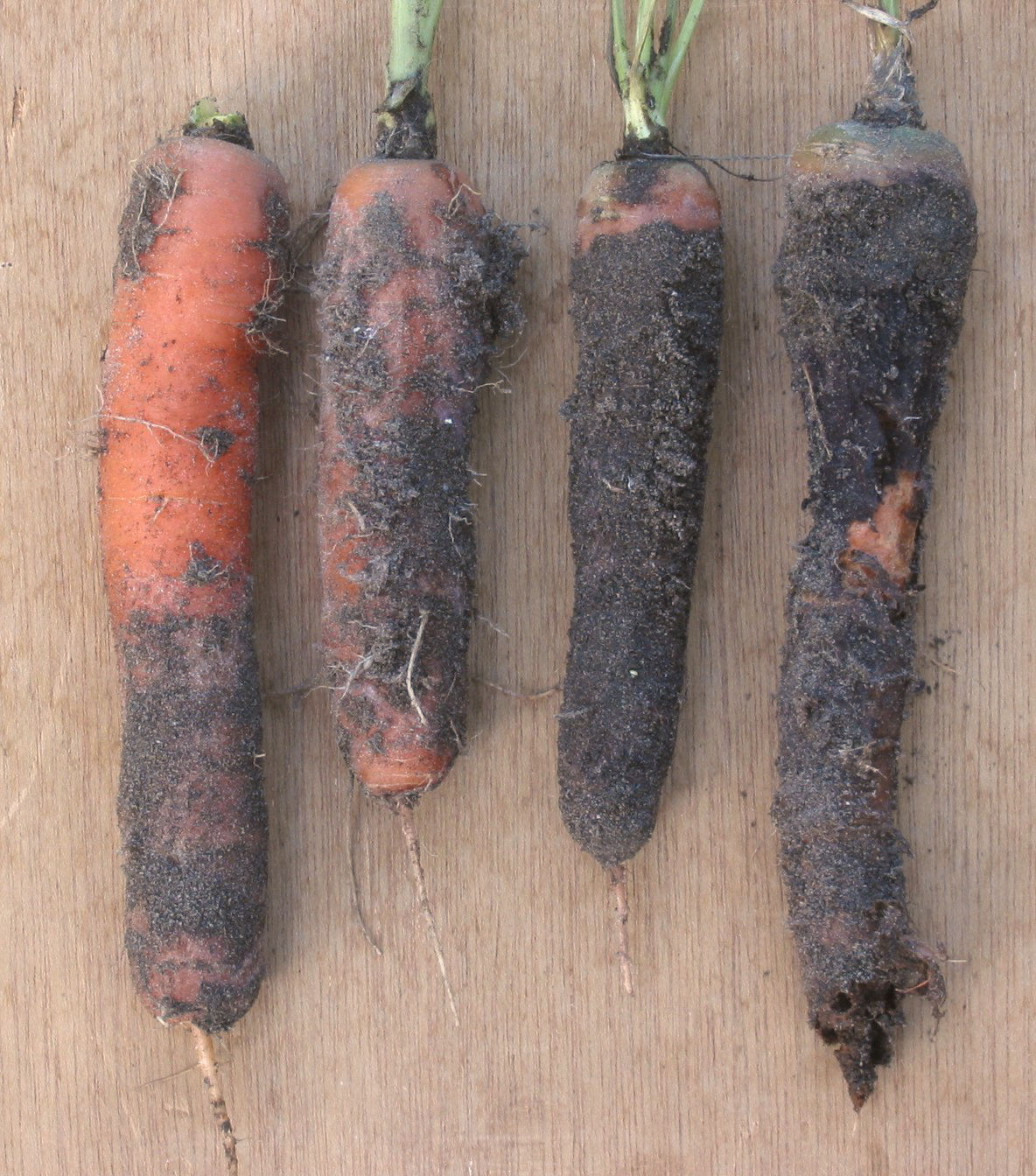
violet wortelrot
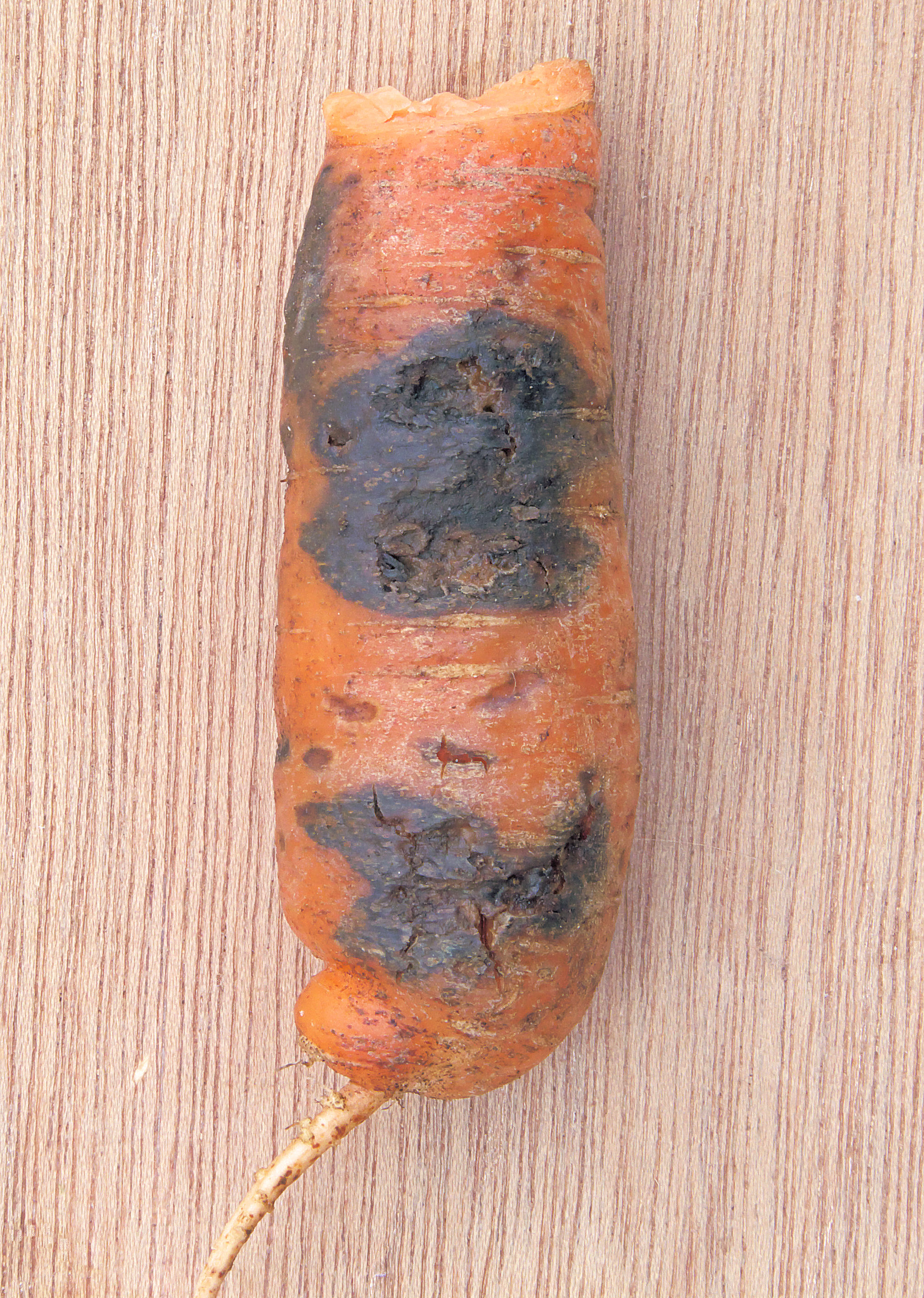
zwarte-plekkenziekte